# Оттон Федак
Оттон Федак (Otton Fedak, 1906, Чернівці — ?)  — архітектор. 1931 року закінчив архітектурний факультет Львівської політехніки. Працював у технічному відділі львівського магістрату. У Львові проживав на вулиці Кременецькій, 5. Від 1950 року — повітовий архітектор у Мисленицях. Працівник проєктних бюро Нового Сонча.
Проєкти
- Конкурсний проєкт будівлі адміністрації Міських електричних закладів у стилі функціоналізму. Створений спільно з Тадеушем Врубелем і Леопольдом Карасінським.[4] Не здобув призових місць, однак прийнятий до реалізації. Спроєктовано 1934, збудовано у 1935–1936 роках.
- Школа у Львові в місцевості Богданівка, нині вулиця Порохова, 3. Проєкт у стилі функціоналізму від 1936 року, реалізований до 1938.[5]
- Церква Покрови в селі Березина Миколаївського району (1934—1936).[6]
- Костел святого Йосифа в Поташні (тепер Яцьковичі, Рівненська область). Збудований до 1939 року у стилі пізнього модерну. Зруйнований під час Другої світової війни.[7]
- Костел Відвідання Найсвятішої Марії Панни у Скомельні-Чарній (1957—1960). Модерністична з елементами необароко споруда, базилікового типу.[8] Проєкт плебанії там же.[9]

Нереалізовані
- Нереалізований проєкт критого ринку на площі святої Софії у Львові, нині місце відоме, як Стрийський базар (1939, співавтор Адам Козакевич)[10]
- Третє місце на конкурсі проєктів парафіяльного костелу в Коломиї 1938 року. Співавтори Антоній Лобос і Ян Шварц.[11]
- Конкурсний проєкт відбудови церкви Святого Духа у Львові, друга нагорода (1942, співавтор Олександр Пежанський).[12]